# نادين خواكيم
نادين خواكيم (بالألمانية: Nadine Joachim)‏ هي لاعبة كاراتيه ألمانية، ولدت في 18 سبتمبر 1975 في ميندلهايم في ألمانيا.